# Scytodes eleonorae
Espèce
Scytodes eleonorae est une espèce d'araignées aranéomorphes de la famille des Scytodidae.

## Distribution
Cette espèce est endémique du Brésil. Elle se rencontre au Goiás, Bahia, Paraíba et Ceará.

## Description
Le mâle holotype mesure 6,9 mm et la femelle paratype 6,0 mm.

## Étymologie
Cette espèce est nommée en l'honneur d'Eleonora Trajano.

## Publication originale
- Rheims & Brescovit, 2001 : New species and records of Scytodes Latreille, 1804 of the globula group from Brazil (Araneae, Scytodidae). Andrias, vol. 15, p. 91-98.